# 22038 Margarshain
22038 Margarshain è un asteroide della fascia principale. Scoperto nel 1999, presenta un'orbita caratterizzata da un semiasse maggiore pari a 2,2377095 UA e da un'eccentricità di 0,1252147, inclinata di 5,86121° rispetto all'eclittica.